# Aldrina
A aldrina é um inseticida sintético do grupo dos organoclorados. A aldrina transforma-se em dieldrina quando exposta no ambiente ou no organismo vivo, acumulando-se na gordura à medida que se sobe na cadeia alimentar.
Estas substâncias são um dos Poluentes Orgânicos Persistentes - POPs, listados na Convenção de Estocolmo.
Foi nos anos 40 do século XX que este inseticida começou a ser usado na agricultura e na veterinária. Seu uso é para o combate de vermes, escaravelhos e cupins que habitam o solo. Seu uso ainda é considerável no combate aos cupins. Já está proibido e restringido em vários países por meio da Convenção de Estocolmo na Década de 1970.
A forma mais comum de exposição ocorre via consumo dos frutos do mar e produtos ricos em gordura, como o leite e a carne. São especialmente nocivas entre os animais aquáticos.
Ambas as formas são nocivas, aldrina ou dieldrina, animais expostos a estas substâncias apresentam alterações no fígado, no sistema nervoso, imunológico ou hormonal, também provocam anormalidade nos fetos e são prováveis substâncias cancerígenas.
Na agricultura podemos citar como exemplo de alternativa o emprego de técnicas de controle integrado e rotação de culturas que podem favorecer a proliferação de insetos benéficos que combatam estas pragas.